# كريم بن الشيخ
كريم بن الشيخ (بالإيطالية: Il figlio dello sceicco)‏, (بالفرنسية: Le retour du fils du sheik)‏, ويعرف أيضا باسم ابن الشيخ هو فيلم مغامرات إيطالي-فرنسي صدر عام 1962، بطولة جوردون سكوت وإخراج ماريو كوستا.

## قصة الفيلم
تدور أحداث الفيلم في الشرق الأوسط، في حوالي ستينيات القرن التاسع عشر، يسعى عمر الشرير إلى أن يصبح خديوي عن طريق قتل خصومه والزواج من فوزية المترددة، ابنة أخ الخديوي الحالي. (بعد الزواج من فوزية، يخطط للقضاء عليها حتى يتمكن من الزواج من فتاة من اختياره، زهرة القاسية.) تؤدي سياسات عمر الوحشية إلى وفاة امرأة اسمها ليلى. لصبح شقيقها كريم من أشد أعداء عمر. أصبح كريم معروفا باسم «الشيخ الأسود» وروبن هود الصحراء، وقام بحشد قبائل مختلفة للتمرد ضد عمر. في هذه العملية يلتقي كريم بفوزية ويقع في حبها والتي تبادله الحب بدورها، يتسلل كريم متخفيا إلى مقر عمر ولكن يتم اكتشافه والقبض عليع وسجنه مع فوزية ووالدها منصور ويتم جلدهما. تتعاطف فتاة من الجواري تدعى سليمة مع كريم وفوزية وتبلغ الأمر للأمير أحمد الذي يأتي لإنقاذ كريم. وفي مبارزة يقتل كريم عمر. ثم ينطلق كريم وفوزية معًا إلى الصحراء.

## طاقم التمثيل
- جوردون سكوت: كريم
- كريستينا جايوني: فوزية
- مويرا أورفاي: زهرة
- ألبيرتو فارنيزي: عمر
- جوردون ميتشيل: يوسف
- ماريا غرازيا سبينا: ليلى
- ناندو تامبيرلاني: منصور
- لوتشيانو بينيتي: الأمير أحمد
- جاني كلير: سجينة
- ناندو أنجيليني: أكيم

### الممثلون المصريون
- لولا صدقي
- نظيم شعراوي
- أحمد لوكسر
- محمد سلطان
- عبد المنعم سعودي

## وصلات خارجية
- كريم بن الشيخ على موقع IMDb (الإنجليزية)
- كريم بن الشيخ على موقع فيلمافينيتي (الإسبانية)
- كريم بن الشيخ على موقع قاعدة بيانات الفيلم (الإنجليزية)
- كريم بن الشيخ على موقع ليتربوكسد (الإنجليزية)
- كريم بن الشيخ على موقع كينوبويسك (الروسية)

- كريم بن الشيخ  في قاعدة بيانات الأفلام على الإنترنت (بالإنجليزية)